# Danh sách loài được mô tả năm 2015
Danh sách các loài sinh vật được mô tả chính thức năm 2015 xếp theo thời gian công bố trên các tạp chí khoa học.

## Tháng 1 năm 2015
1. Anthocephalum decrisantisorum chi Anthocephalum, họ Rhinobothriidae, bộ Rhinebothriidea, lớp Cestoda, ngành Platyhelminthes
2. Anthocephalum healyae
3. Anthocephalum jensenae
4. Anthocephalum mattisi
5. Anthocephalum meadowsi
6. Anthocephalum odonnellae
7. Anthocephalum papefayi
8. Anthocephalum philruschi[1]
9. Megastrongygaster orbitalis: ruồi đen thuộc chi mới Megastrongygaster, tông Strongygastrini, phân họ Tachininae, họ Tachinidae phát hiện ở Bảo Lộc, Lâm Đồng, Việt Nam.[2][3]
10. Habenaria yachangensi: loài hoa lan thuộc chi Habenaria, phân tông Orchidinae, tông Orchideae, phân họ Orchidoideae được tìm thấy tại Quảng Tây, Trung Quốc.[4]
11. Nghệ khô hạn Curcuma arida: chi Curcuma phân chi Ecomata phát hiện ở Vườn quốc gia Núi Chúa, tỉnh Ninh Thuận, Việt Nam[5][6]
12. Nghệ sa huỳnh Curcuma sahuynhensis: chi Curcuma phân chi Ecomata phát hiện ở Sa Huỳnh, tỉnh Quảng Ngãi, Việt Nam.[5][6]
13. Polypheretima cattienensis Polypheretima họ Megascolecidae, phân bộ Lumbricina, bộ Haplotaxida, phân lớp Oligochaeta, lớp Clitellata phát hiện tại Vườn quốc gia Cát Tiên, Việt Nam.
14. Polypheretima militium phát hiện tại Khu Văn hóa lịch sử Đồng Nai, Vĩnh Cửu, Đồng Nai, Việt Nam[7][8]
15. Polypheretima cordata phát hiện tại Khu Văn hóa lịch sử Đồng Nai và Vườn Quốc gia Cát Tiên, Việt Nam.[7][8]
16. Belisana babensis một loài nhện Belisana ở hồ Ba Bể, huyện Ba Bể, tỉnh Bắc Kạn, Việt Nam.[9]
17. Belisana cheni ở hang Pắc Chấn, vườn quốc gia Ba Bể, Bắc Kạn, Việt Nam.[9]
18. Belisana clavata ở núi Tây Côn Lĩnh, huyện Vị Xuyên, Hà Giang, Việt Nam.[9]
19. Belisana curva ở vườn quốc gia Tam Đảo, Vĩnh Phúc, Việt Nam.[9]
20. Belisana decora ở vườn quốc gia Cúc Phương, Ninh Bình, Việt Nam.[9]
21. Belisana halongensis ở động Tiên, Vịnh Hạ Long, Quảng Ninh, Việt Nam.[9]
22. Belisana phungae ở động Nà Phòng, vườn quốc gia Ba Bể, Bắc Kạn, Việt Nam.[9]
23. Belisana pisinna ở động Tiên, Vịnh Hạ Long, Quảng Ninh, Việt Nam.[9]
24. Belisana triangula ở hang La, vườn quốc gia Xuân Sơn, Phú Thọ, Việt Nam.[9]
25. Belisana vietnamensis ở vườn quốc gia Cúc Phương, Ninh Bình, Việt Nam.[9]
26. Belisana zhengi ở vườn quốc gia Tam Đảo, Vĩnh Phúc, Việt Nam.[9]
27. Khorata dangi: Khorata ở động Puông, vườn quốc gia Ba Bể, Bắc Kạn, Việt Nam.[9]
28. Khorata huberi ở động Puông, vườn quốc gia Ba Bể, Bắc Kạn, Việt Nam.[9]
29. Khorata protumida ở hang Bảy Tầng, vườn quốc gia Phong Nha Kẻ Bàng, Quảng Bình, Việt Nam.[9]
30. Pholcus bifidus: Pholcus ở hang Tượng, vườn quốc gia Phong Nha Kẻ Bàng, tỉnh Quảng Bình[9]
31. Pholcus caecus ở động Thiên Đường, Vườn quốc gia Phong Nha Kẻ Bàng, Quảng Bình, Việt Nam.[9]
32. Pholcus hochiminhi ở động Tiên, Vịnh Hạ Long, Quảng Ninh, Việt Nam.[9]
33. Pholcus phami ở động Puông, vườn quốc gia Ba Bể, Bắc Kạn, Việt Nam.[9]
34. Pholcus zhaoi ở hang Sơn Động, vườn quốc gia Cúc Phương, Ninh Bình, Việt Nam.[9][10][11]
35. Bulbophyllum chyrmangensis: một loài lan biểu sinh trong chi Bulbophyllum phát hiện ở bang Meghalaya, Đông Bắc Ấn Độ.[12]
36. Neckera praetermissa: một loài rêu trong chi Neckera, họ Neckeraceae, bộ Hypnales, lớp Bryopsida được phát hiện ở miền Bắc Việt Nam, công bố trên tạp chí Phytotaxa 195 phàn 2, trang 178–182 ngày 23/1/2015.[13]
37. Mohacolora bezverkhovi: loài bướm đêm đặc trưng của chi mới trong phân họ Ennominae, họ Geometridae được phát hiện ở Đông Nam Á (Việt Nam, Myanmar, Bhutan và Nepal).[14]
38. Alpheus echiurophilus: loài tôm Alpheus họ Alpheidae, bộ Decapoda, lớp Malacostraca, ngành Arthropoda phát hiện ở Ấn Độ Dương-Tây Thái Bình Dương, công bố trên tạp chí Zootaxa số 3914 (4) trang 441–455 ngày 29/1/2015.[15]
39. Mallomonas fimbriata: một loài tảo chi Mallomonas, họ Chrysophyceae, bộ Synurales, ngành Heterokonta, giới Chromalveolata phát hiện ở bán đảo Cam Ranh, tỉnh Khánh Hòa, Duyên Hải Nam Trung Bộ, Việt Nam, mô tả trên tạp chí Phytotaxa trang 291-296 số 195 (4) công bố ngày 30/1/2015.[16]

## Tháng 2 năm 2015

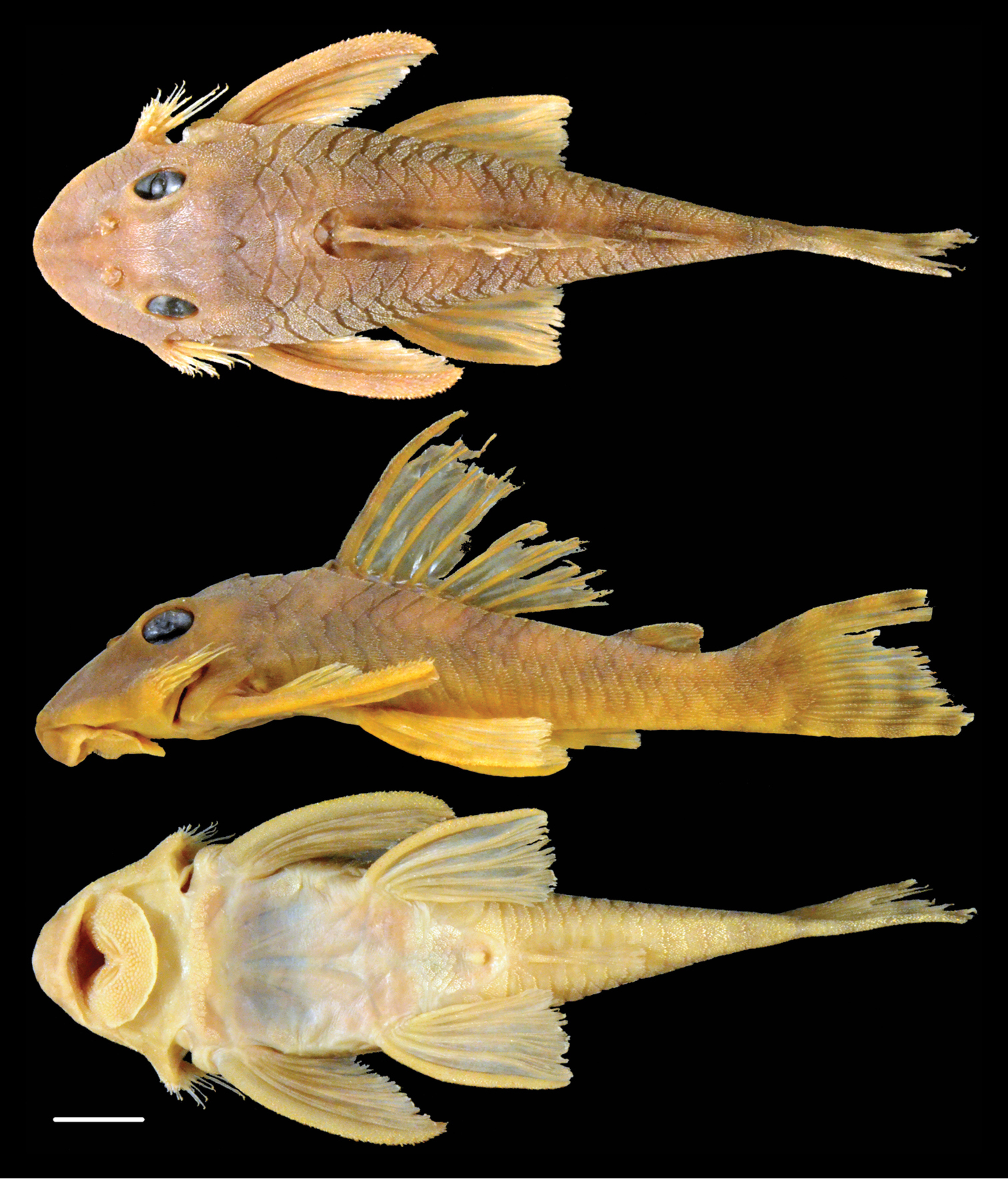
Peckoltia greedoi, loài cá da trơn

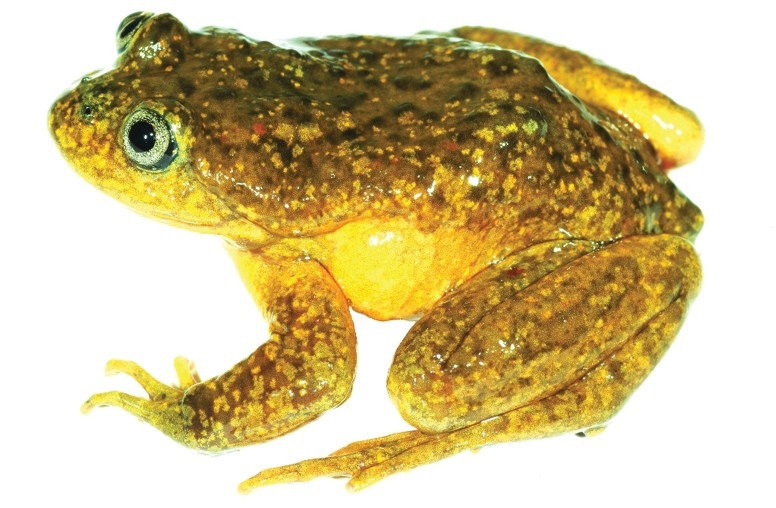
Telmatobius ventriflavum, loài ếch trong họ Ceratophryidae ở Peru

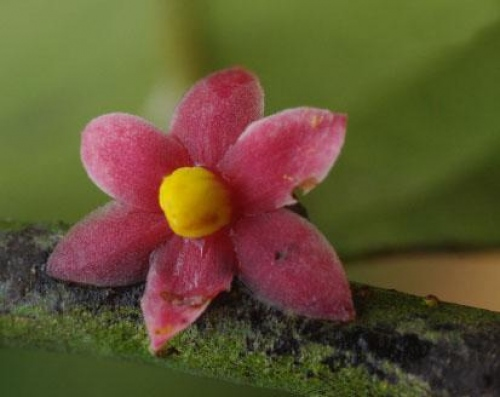
Sirdavidia solannona, họ Na

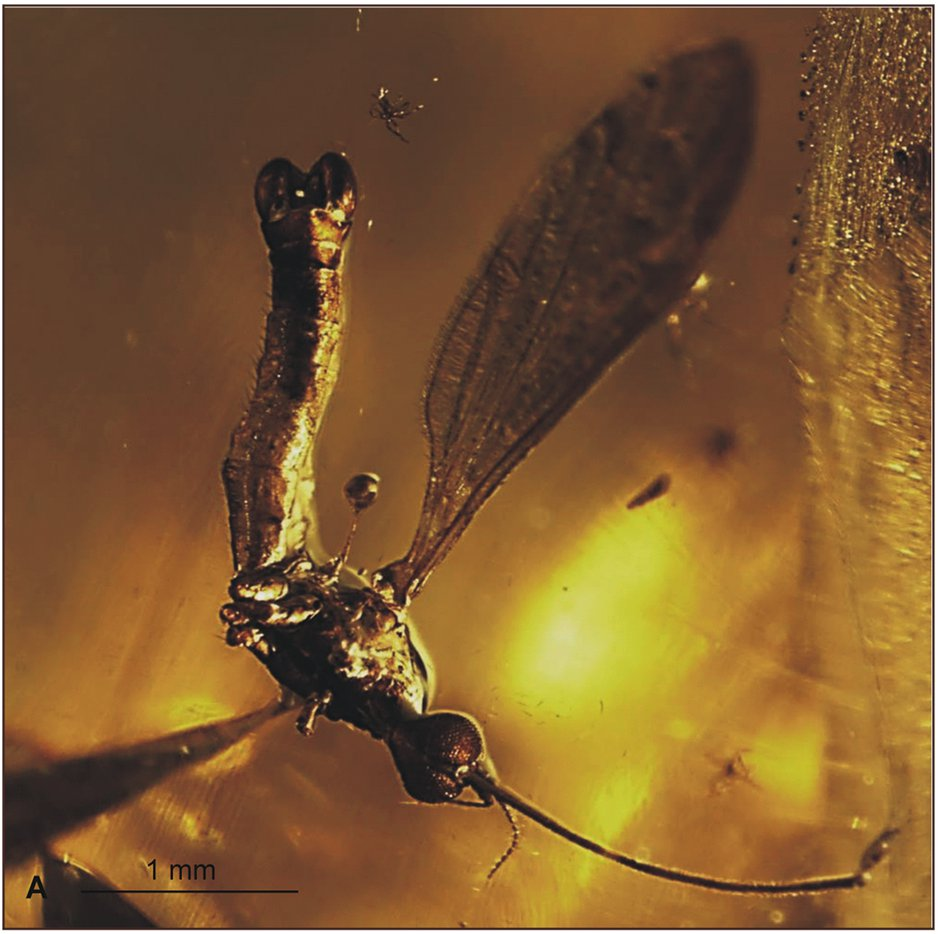
Elephantomyia bozenae

1. Anterhynchium punctatum: loài thuộc phân chi Dirhynchiu, chi Anterhynchium, họ Vespidae, bộ Hymenoptera trước kia được cho là thuộc loài Anterhynchium abdominale đã được xác định là loài mới tại Việt Nam.[17]
2. Peckoltia greedoi: một loài cá da trơn thuộc chi Peckoltia, họ Loricariidae, bộ Siluriformes công bố trên tạp chí ZooKeys số 480: 97-123 ngày 2/2/2015[18]
3. Belisana denticulata: loài nhện Belisana họ Pholcidae được quan sát thấy tại Vườn quốc gia Tam Đảo, công bố trên tạp chí Zookeys số 480, trang 41-47 ngày 2/2/2015.[19][20]
4. Magnolia tiepii: loài mộc lan thuộc chi Magnolia, họ Magnoliaceae, bộ Magnoliales được phát hiện rừng núi đất cây lá rộng có cao độ 700–800 m so với mực nước biển ở huyện Khánh Vĩnh, tỉnh Khánh Hòa năm 2014,[21][22] được công bố trên tạp chí Nordic Journal of Botany ngày 4/2/2015.[23][24]
5. Polygonatum annamense: loài Polygonatum họ Măng tây, Bộ Măng tây đặc hữu của vùng Trường Sơn, công bố trên Phytotaxa số 197 (2): trang 125–131 ngày 11/2/2015.[25]
6. Garnieria mouhoti nhuongi: một phân loài ốc núi mới của loài Garnieria mouhoti, chi Garnieria, phân họ Phaedusinae, họ Clausiliidae, liên họ Clausilioidea, nhánh Sigmurethra, Orthurethra, Stylommatophora, phân bộ Eupulmonata, bộ Pulmonata, liên bộ Heterobranchia, phân lớp Orthogastropoda, lớp Gastropoda được phát hiện ở dãy núi đá vôi thuộc xã Mường Do, huyện Phù Yên, tỉnh Sơn La, công bố trên tạp chí Ruthenica, Russian Malacologia Journal, Tập 25, Số 1, 2015 ngày 16/2/2015.[26][27]
7. Tylototriton anguliceps: loài kỳ giông trong chi Tylototriton, họ Salamandridae, bộ Caudata lớp Amphibia được phát hiện thấy ở vùng Tây Bắc Việt Nam và miền Bắc Thái Lan, công bố trên tạp chí Current Herpetology số 34(1):38-50. 2015 ngày 24/2/2015.[28]
8. Dermacentor limbooliati: Một loài ve chi Dermacentor, họ Ixodidae, phân bộ Ixodida, bộ Parasitiformes, lớp Arachnida được phát hiện ở Tây Nguyên, Việt Nam và Kuala Krai, bang Kelantan, Malaysia được công bố trên tạp chí Journal of Medical Entomology thuộc Oxford University Press ngày 25/2/2015.[29]

## Tháng 3 năm 2015

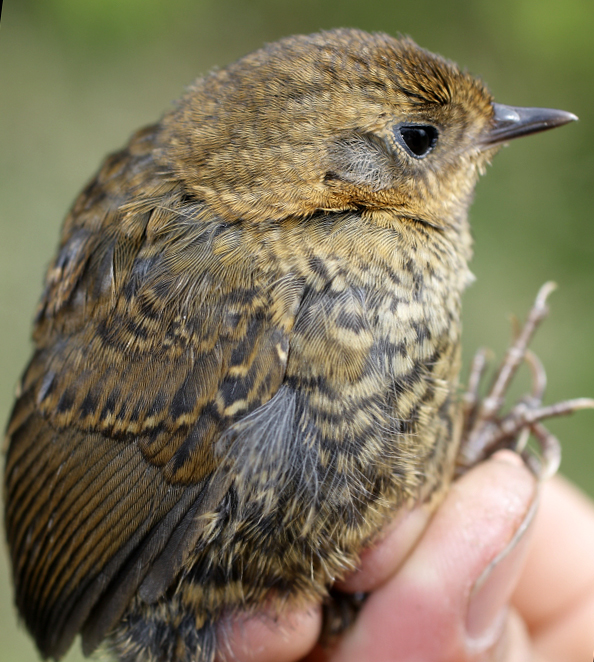
Scytalopus perijanus trên dãy núi Serranía del Perijá, giáp ranh giữa Colombia và Venezuela

1. Pomponia brevialata: một loài ve sầu thuộc chi Pomponia, họ Cicadidae, bộ Hemiptera được phát hiện ở Việt Nam, công bố trên tạp chí Zootaxa số 3925 (4): trang 562–572 ngày 3/3/2015.[30]
2. Scorpiops dentidactylus: loài bọ cạp mới thuộc phân chi mới Vietscorpiops trong chi Scorpiops, họ Euscorpiidae, phân bộ Neoscorpionina, bộ Scorpiones được phát hiện ở xã Nậm Vì, huyện Mường Nhé, tỉnh Điện Biên, công bố trên tạp chí Comptes Rendus Biologies, 338 (3): trang 212-217 (tháng 3 năm 2015).[31]
3. Miguelia cruenta: một loài lan Miguelia, tông Vanilleae, phân họ Vanilloideae, họ Orchidaceae, bộ Asparagales, nhóm Monocots được phát hiện ở Khu bảo tồn thiên nhiên Hòn Bà, tỉnh Khánh Hòa, Việt Nam năm 2013, công bố trên tạp chí Taiwania số 60 phần 1, trang 33‒38 ngày 9/3/2015.[32][33][34]
4. Papillacarus whitteni: loài Papillacarus, họ Lohmanniidae, liên họ Lohmannioidea, phân thứ bộ Dichosomata, phân bộ Mixonomata, bộ Oribatida, Sarcoptiformes, liên bộ Acariformes, phân lớp Acari, lớp Arachnida, ngành Arthropoda tìm thấy ở lớp đất sâu dưới vùng đồi đá vôi Hòn Chông, tỉnh Kiên Giang, Việt Nam, công bố trên tạp chí International Journal of Acarology Volume 41, Issue 2, 2015 ngày 11/3/2015.[35]
5. Basilobelba maidililae: loài Basilobelba, họ Basilobelbidae, liên họ Amerobelboidea, phân thứ bộ Pycnonoticae, Brachypylina, Desmonomata, bộ Oribatida, Sarcoptiformes, liên bộ Acariformes, phân lớp Acari, lớp Arachnida, ngành Arthropoda tìm thấy ở lớp đất sâu dưới vùng đồi đá vôi Hòn Chông, tỉnh Kiên Giang, Việt Nam, công bố trên tạp chí International Journal of Acarology Volume 41, Issue 2, 2015 ngày 11/3/2015.[35]
6. Aegosoma george: một loài xén tóc thuộc chi Aegosoma, tông Aegosomatini, phân họ Prioninae, họ Cerambycidae, bộ Coleoptera (tên được chú bé 6 tuổi, con của tác giả lựa chọn theo tên nhân vật trong loạt phim hoạt hình ưa thích, chú lợn hồng George trong Peppa Pig) được phát hiện ở tỉnh Lâm Đồng, công bố trên tạp chí Journal of Asia-Pacific Entomology.[36][37]
7. Leptolalax pyrrhops: một loài cóc bùn trong chi Leptolalax, họ Megophryidae, bộ Anura được tìm thấy ở mạn tây cao nguyên Lâm Viên, phía Nam Trường Sơn bới các nhà khoa học Đại học Quốc gia Moskva, Viện Sinh thái và Tiến hóa Severtsov thuộc Viện Hàn lâm Khoa học Nga, Viện nghiên cứu bảo tàng Úc, Đại học James Cook công bố trên tạp chí Zootaxa sô 3931 (2): 221–252 ngày 12/3/2015.[38]
8. Desmoxytes rhinoceros[39]
9. Desmoxytes rhinoparva: loài cuốn chiếu trong chi Desmoxytes, họ Paradoxosomatidae, bộ Polydesmida, lớp Diplopoda, ngành Arthropoda được phát hiện ở Nam và Bắc Lào, công bố trên tạp chí Zootaxa số 3931 (4): 483–504 ngày 16/3/2015.[39]
10. Macrobrachium phongnhaense: một loài tôm càng nước ngọt thuộc chi Macrobrachium, họ Palaemonidae, bộ Decapoda, lớp Malacostraca được tìm thấy ở hang Va, hang 35, hang Sơn Đoòng tại Vườn Quốc gia Phong Nha-Kẻ Bàng, tỉnh Quảng Bình năm 2014, được công bố trên tạp chí Sinh học của Viện Hàn lâm Khoa học và Công nghệ Việt Nam số 36(3), cập nhật trên mạng ngày 19/3/2015.[40][41]

## Tháng 4 năm 2015

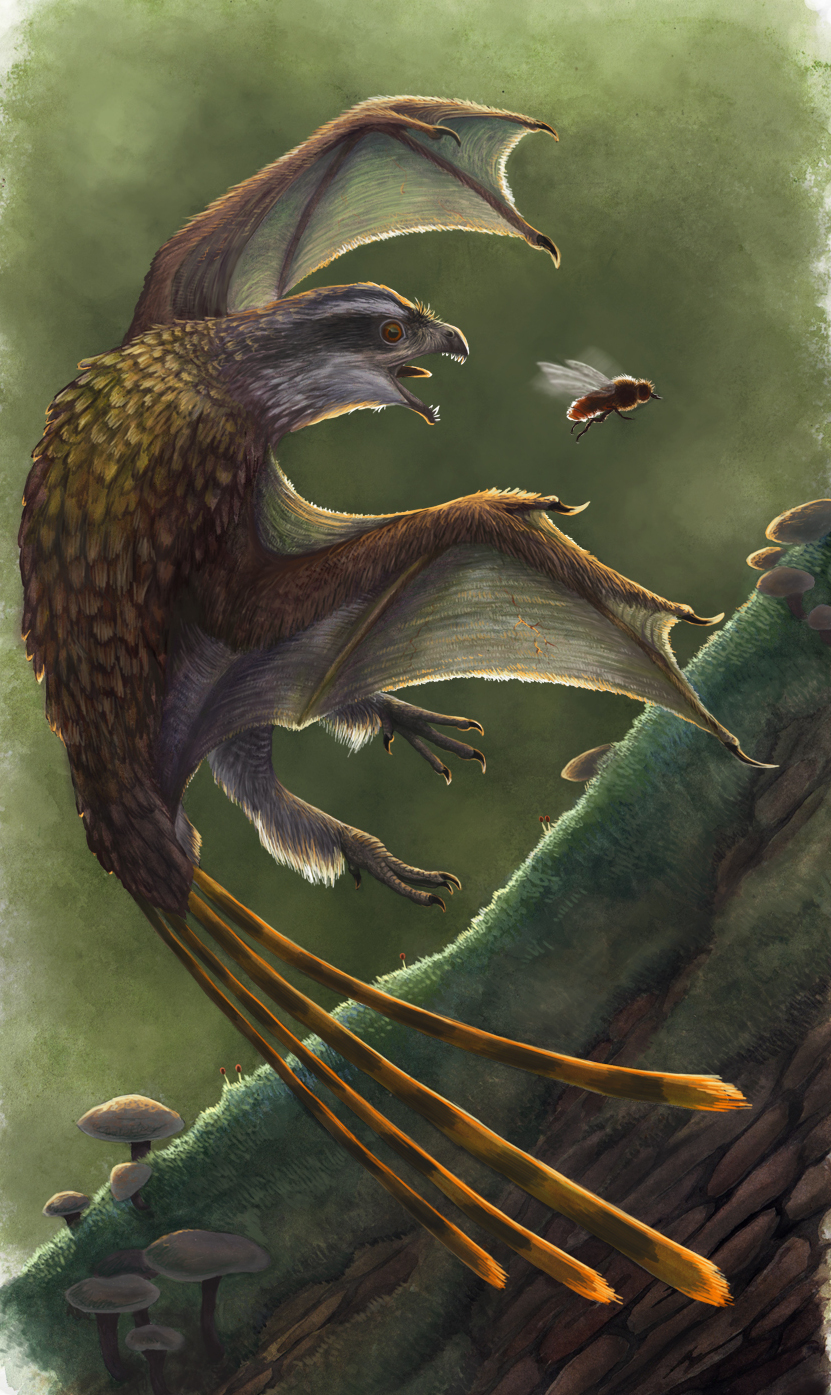
Khủng long Yi tại Hà Bắc

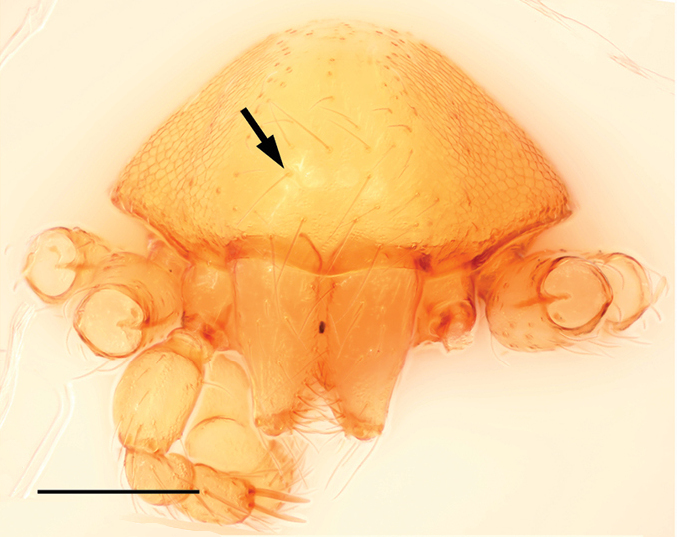
Bannana crassispina, loài nhện trong họ Oonopidae ở Tây Song Bản Nạp

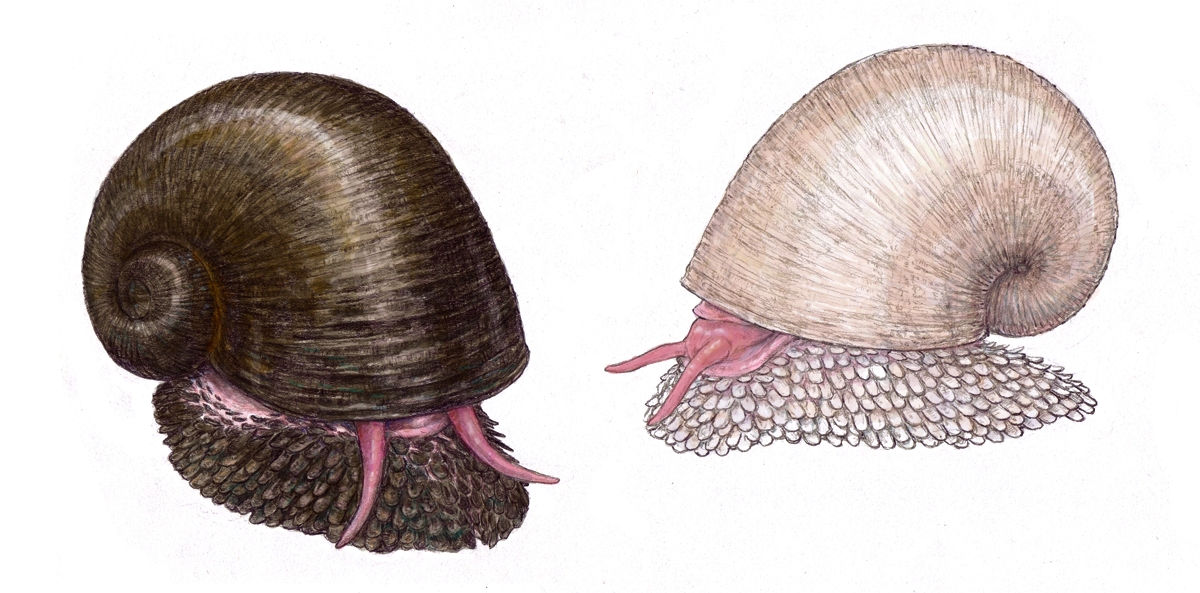
Chrysomallon squamiferum, chi ốc đơn loài trong họ Peltospiridae dưới biển sau

1. Devadatta kompieri: chuồn chuồn kim thuộc chi Devadatta, họ Devadattidae, liên họ Calopterygoidea, bộ Odonata được phát hiện ở miền bắc (huyện Mù Cang Chải, tỉnh Yên Bái) Việt Nam; tên loài được đặt cho nhà yêu thích động vật người Mỹ Tom Kompier; phát hiện được công bố trên tạp chí Zootaxa số 3941 tập 3, trang 414–420 ngày 1/4/2015.[42][43]
2. Devadatta yokoii: phát hiện ở Trung Lào (huyện Vangvieng, tỉnh Viêng Chăn)[42]
3. Capparis gialaiensis: loài bạch hoa gia lai, Cáp gia lai thuộc chi Capparis, họ Capparaceae, bộ Brassicales, nhánh Rosids, lớp Eudicots được phát hiện trên nền đất đỏ Bazan thuộc khu vực rừng thứ sinh ở xã Sơn Lang, huyện Kbang, tỉnh Gia Lai, Việt Nam, được công bố trên tạp chí Annales Botanici Fennici, số 52, trang 219-223 ngày 9/4/2015.[44][45][46]
4. Galumna paramastigophora[47]
5. Galumna pseudotriquetra: Galumna họ Galumnidae, liên họ Galumnoidea, Poronoticae, Brachypylina, Desmonomata, phân bộ Oribatida, bộ Sarcoptiformes, liên bộ Acariformes, phân lớp Acari, lớp Arachnida được phát hiện ở miền bắc Việt Nam, công bố trên tạp chí Zootaxa số 3946 tập 4, trang 553–566 ngày 13/4/2015[47]
6. Phalgea maculata: Một loài côn trùng thuộc chi Phalgea, phân họ Acaenitinae, họ Ichneumonidae, liên họ Ichneumonoidea, phân bộ Apocrita, bộ Hymenoptera được phát hiện ra ở Việt Nam từ năm 2000 - 2003, xác nhận loài mới và công bố trên tạp chí Zootaxa số 3947 quyển 1, trang 146–150 ngày 14/4/2015.[48]
7. Limnonectes nguyenorum: một loài Limnonectes, phân họ Dicroglossinae, họ Dicroglossidae, bộ Anura, lớp Amphibia được thu thập ở huyện Vị Xuyên, tỉnh Hà Giang, Việt Nam từ năm 2000, được chấp nhận loài mới và công bố trên tạp chí Zootaxa sô 3947 tập 2, trang 201–214 ngày 15/4/2015.[49]
8. Parapolybia flava (Việt Nam)[50]
9. Parapolybia crocea (Nhật Bản)[50]
10. Parapolybia nana (Việt Nam)[50]
11. Parapolybia albida (Việt Nam): bốn loài thuộc chi Parapolybia, phân họ Polistinae, họ Vespidae, liên họ Vespoidea, phân bộ Apocrita, bộ Hymenoptera được phát hiện, chấp nhận loài mới và công bố trên tạp chí Zootaxa số 3947 tập 2, trang 215–235 ngày 15/4/2015.[50]
12. Dermatopelte bavilucus[51]
13. Dermatopelte collis[51]
14. Dermatopelte hanoica: loài thuộc chi Dermatopelte, phân họ Eulophinae, họ Eulophidae, liên họ Chalcidoidea, phân bộ Apocrita, bộ Hymenoptera, phân lớp Pterygota, lớp Insecta được tìm thấy ở khu vực sinh thái Indomalaya, công bố trên tạp chí Zootaxa 3947 (4): 543–552 ngày 17/4/2015[51]
15. Alloscorpiops troglodytes: một loài bọ cạp thuộc chi Alloscorpiops, phân họ Scorpiopinae, họ Euscorpiidae, phân bộ Neoscorpionina, bộ Scorpiones, lớp Arachnida được tìm thấy ở khu bảo tồn thiên nhiên Song Thanh, xã Chà Vàl, huyện Nam Giang, tỉnh Quảng Nam, Việt Nam, công bố trên tạp chí ZooKeys số 500, trang 73-82 ngày 27 tháng 4 năm 2015.[52]
16. Dermatopelte heratyi[51]
17. Phlogophora falcifera[53]
18. Phlogophora nyestmacska: 2 loài bướm đêm thuộc chi Phlogophora, tông Phlogophorini, phân họ Noctuinae, họ Noctuidae, liên họ Noctuoidea, phân nhánh Bombycina, nhánh Cossina, Ditrysia, phân thử bộ Heteroneura, subcohort Neolepidoptera, cohort Myoglossata, phân bộ Glossata, bộ Lepidoptera, phân lớp Pterygota, lớp Insecta được phát hiện ở Trung Quốc và vùng núi Fansipan, dãy Hoàng Liên Sơn, Việt Nam và được công bố trên tạp chí Zootaxa số 3949 phần 4, trang 589–596 ngày 29/4/2015.[53]

## Tháng 5 năm 2015

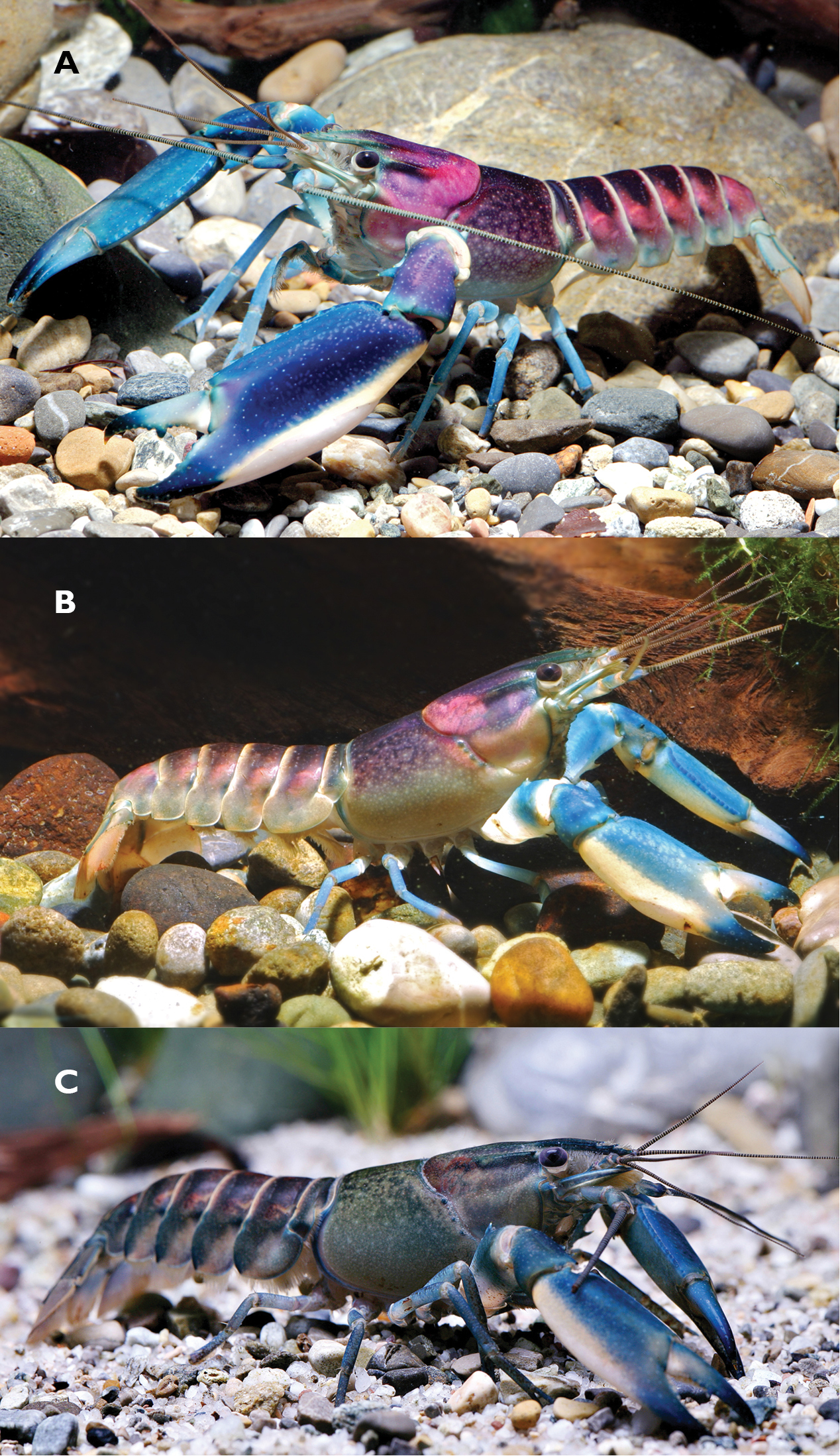
Cherax pulcher, loài tôm hùm nước ngọt tìm thấy ở Indonesia tháng 5/2015

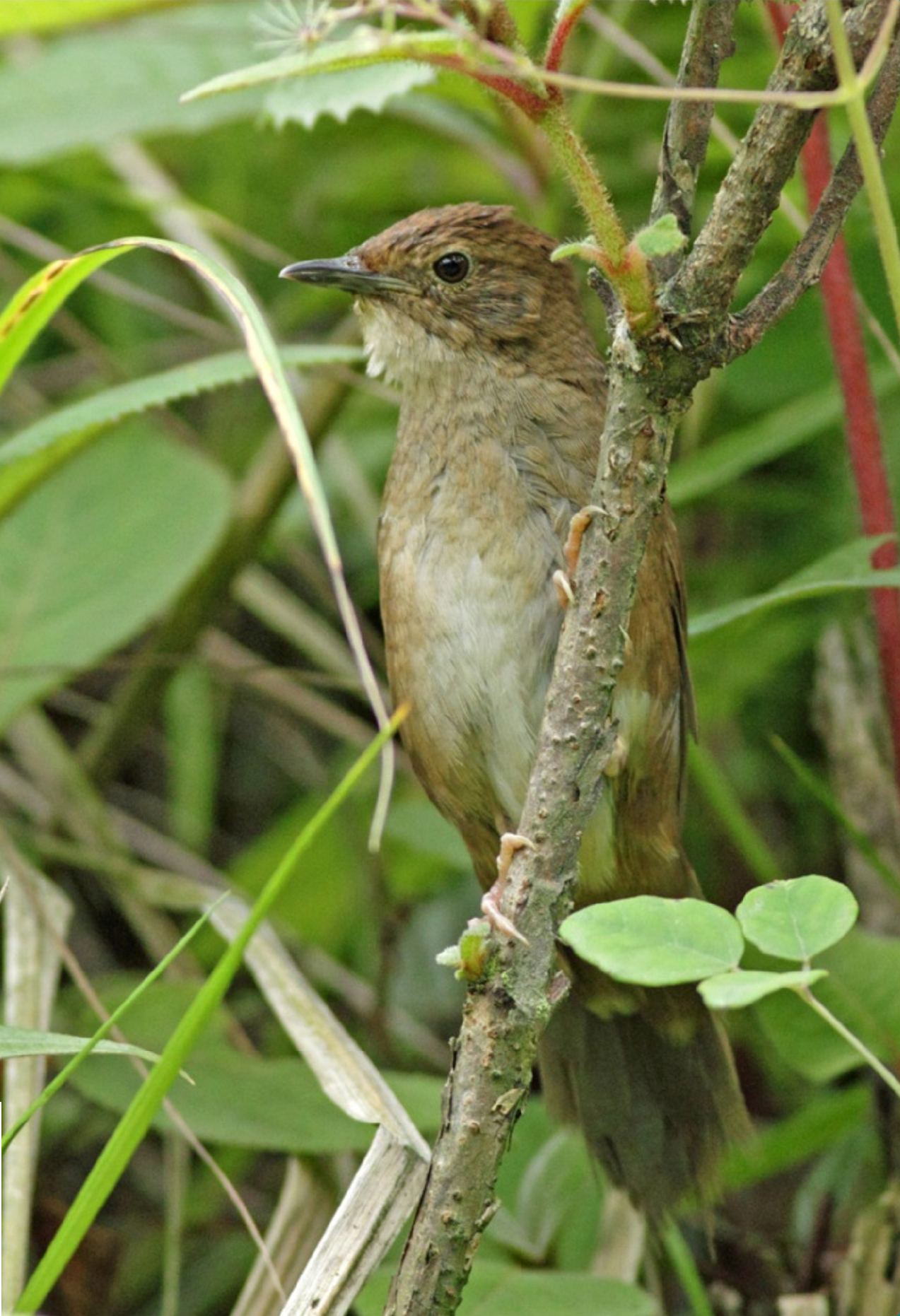
Locustella chengi, loài Chích đầm lầy ở trung Quốc

1. Begonia caobangensis: thu hải đường cao bằng được tìm thấy ở Cao Bằng và Tuyên Quang, Việt Nam[54]
2. Begonia circularis: thu hải đường được tìm thấy ở Cao Bằng[54]
3. Begonia melanobullata: thu hải đường được tìm thấy ở Cao Bằng[54]
4. Begonia langsonensis: thu hải đường lạng sơn tìm thấy ở Lạng Sơn[54]
5. Begonia locii: thu hải đường lộc được tìm thấy ở Lạng Sơn[54]
6. Begonia montaniformis: loài Begonia, họ Begoniaceae, bộ Cucurbitales, nhánh Rosids được tìm thấy ở Thanh Hóa, công bố trên tạp chí Botanical Studies 2015, 56:9 ngày 2/5/2015.[54][55]
7. Aspidistra clausa[56]
8. Aspidistra triradiata: Aspidistra thuộc phân họ Nolinoideae, họ Asparagaceae, bộ Asparagales được tìm thấy ở vườn quốc gia Tam Đảo, tỉnh Vĩnh Phúc, Việt Nam, công bố trên tạp chí Phytotaxa số 207 phần 3, trang 265–272 ngày 11/5/2015.[56][57]
9. Agramma bishopae: loài Agramma[58]
10. Agramma diversae[58]
11. Stephanitis (Norba) vietnamensis: loài Stephanitis, tông Tingini, phân họ Tinginae, họ Tingidae, liên họ Tingoidea, phân thử bộ Cimicomorpha, phân bộ Heteroptera, bộ Hemiptera, lớp côn trùng được tìm thấy ở Việt Nam và được công bố trên tạp chí Zootaxa số 3956 phần 4, trang 531–546 ngày 12/5/2015.[58]
12. Tanytingis magnus: loài Tanytingis, họ Tingidae, liên họ Tingoidea, cận bộ Cimicomorpha, phân bộ Heteroptera, bộ Hemiptera[58]
13. Goniothalamus flagellistylus: loài Goniothalamus, họ Annonaceae, bộ Magnoliales phát hiện ở khu bảo tồn thiên nhiên Hòn Bà, tỉnh Khánh Hòa và công bố trên tạp chí PhytoKeys số 50, trang 1-8 ngày 13 tháng 5 năm 2015.[59][60][61][62]
14. Onychostoma krongnoensis[63]
15. Onychostoma dongnaiensis: loài cá chép Onychostoma thuộc họ Cyprinidae, bộ Cypriniformes, lớp Actinopterygii được phát hiện ở Sông Ea Krông Nô đoạn chảy qua huyện Krông Nô và Đồng Nai từ 2011 - 2014, công bố trên tạp chí Zootaxa số 3962 phần 1, trang 123–138 ngày 22/5/2015.[63]
16. Canalirogas affinis[64]
17. Canalirogas cucphuongensis[64]
18. Canalirogas curvinervis [64]
19. Canalirogas eurycerus[64]
20. Canalirogas hoabinhicus [64]
21. Canalirogas intermedius[64]
22. Canalirogas parallelus [64]
23. Canalirogas robberti[64]
24. Canalirogas vittatus[64]
25. Canalirogas vuquangensis: Canalirogas trong phân họ Rogadinae, họ Braconidae, liên họ Ichneumonoidea, phân bộ Apocrita, bộ Hymenoptera, lớp Insecta được tìm thấy tại Vườn quốc gia Vũ Quang, tỉnh Hà Tĩnh, Việt Nam, công bố trên tạp chí ZooKeys số 506, trang 27-59 ngày 28 tháng 5 năm 2015[64]
26. Risiophlebia guentheri: một loài chuồn chuồn ngô thứ hai trong chi Risiophlebia, phân họ Tetrathemistinae, họ Libellulidae, bộ Odonata, lớp Insecta được phát hiện tại khu vực cao nguyên trung tâm của dãy Trường Sơn thuộc địa phận tỉnh Mondulkiri của Campuchia giáp ranh với Việt Nam năm 2014, được mô tả trên tạp chí Zootaxa số 3964 phần 1, trang 138–145 ngày 29/5/2015.[65]

## Tháng 6 năm 2015

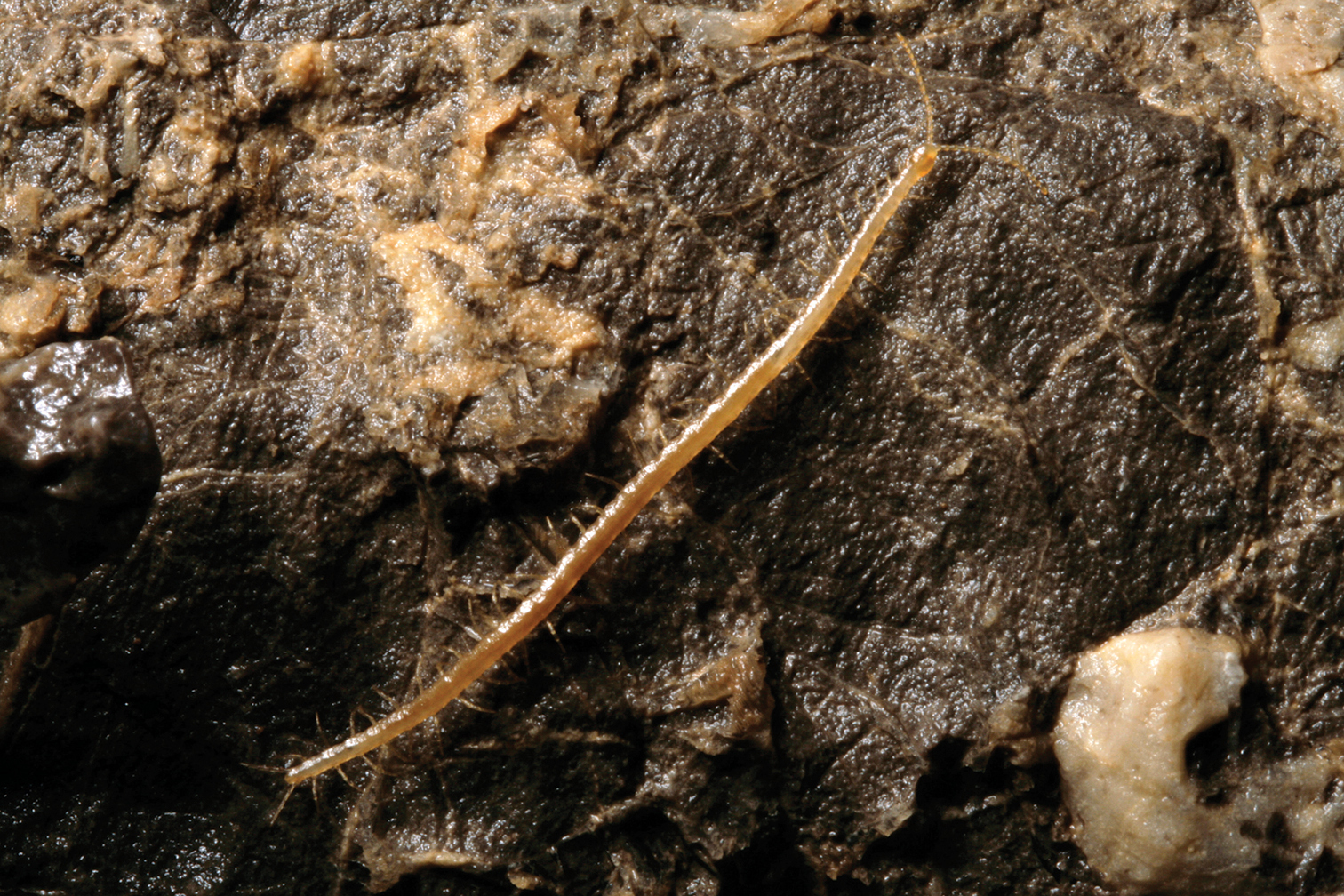
Geophilus hadesi, loài rết trong họ Geophilidae ở Croatia

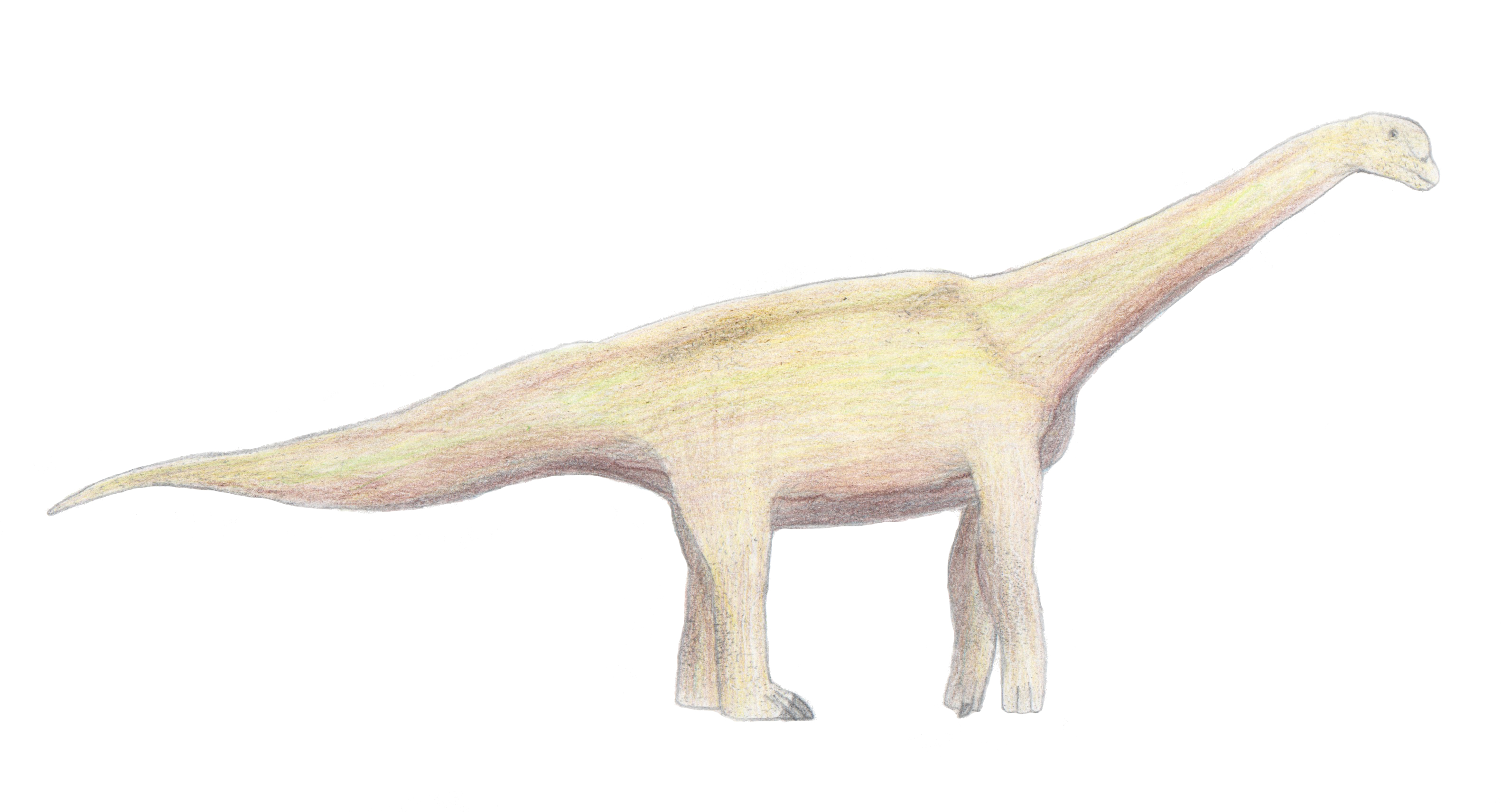
Hình phục dựng Haestasaurus becklesii thế Creta sớm ở East Sussex, Anh

1. Amynthas erroneous: loài giun thuộc chi Amynthas, họ Megascolecidae, phân bộ Lumbricina, bộ Haplotaxida, phân lớp Oligochaeta, lớp Clitellata, ngành Annelida phát hiện tại Phổ Minh, Đức Phổ, Quảng Ngãi, Việt Nam[66]
2. Amynthas nhonmontis: loài giun thuộc chi Amynthas, họ Megascolecidae, phân bộ Lumbricina, bộ Haplotaxida, phân lớp Oligochaeta, lớp Clitellata, ngành Annelida phát hiện tại khu rừng tự nhiên dãy núi Nhơn, huyện Tịnh Biên, An Giang, Việt Nam năm 2010, công bố trên tạp chí ZooKeys số 506, trang 127-136 ngày 1 tháng 6 năm 2015.[66]
3. Monographis dongnaiensi: loài cuốn chiếu trong chi Monographis, họ Polyxenidae, liên họ Polyxenoidea, bộ Polyxenida, phân lớp Penicillata, lớp Diplopoda được tìm thấy ở huyện Trảng Bom và Định Quán, tỉnh Đồng Nai, Việt Nam và công bố trên tạp chí Zootaxa số 3964 phần 4, trang 460–474.[67]
4. Aspidistra tillichiana: loài thực vật chi Aspidistra, họ Asparagaceae, bộ Asparagales được phát hiện tại vườn quốc gia Tam Đảo, tỉnh Vĩnh Phúc, Việt Nam năm 2013, công nhận và đăng trên tạp chí Phytotaxa số 212 phần 3, trang 243–245 ngày 8/6/2015. Tên loài được đặt theo tên của Hans-Jürgen Tillich, người đã có công phát hiện 50 loài của chi Aspidistra, phần lớn từ Bán đảo Đông Dương, đặc biệt từ Việt Nam[68]
5. Formosiepyris vietnamensis: loài Formosiepyris phân họ Epyrinae, họ Bethylidae, liên họ Chrysidoidea, phân bộ Apocrita, bộ Hymenoptera được tìm thấy ở Đà Lạt, tỉnh Lâm Đồng, Việt Nam năm 2013, công bố trên tạp chí ZooKeys số 507, trang 25-30 ngày 8/6/2015.[69]
6. Cylindera (Ifasina) ilonae: loài Cylindera, phân tông Cicindelina, tông Cicindelini, phân họ Cicindelinae, họ Carabidae, phân bộ Adephaga, bộ Coleoptera, lớp Insecta được tìm thấy ở huyện Na Hang, tỉnh Tuyên Quang, Việt Nam được công bố trên tạp chí Journal of Asia-Pacific Entomology Volume 18, Issue 3, tháng 9 năm 2015, trang 409–412, đăng tải giới thiệu trên mạng ngày 15/6/2015.[70]
7. Phòng kỷ Nam Bộ: loài thuộc chi Aristolochia, phân họ Aristolochioideae, họ Aristolochiaceae, bộ Piperales được tìm thấy ở miền nam Việt Nam (Vườn quốc gia Bù Gia Mập, Bình Phước và khu bảo tồn thiên nhiên Tà Đùng, Đắc Nông), công bố trên tạp chí Annales Botanici Fennici số 52, trang 268-273 ngày 15/6/2015.[71][72]
8. Lan lọng bidoup: loài lan chi Bulbophyllum, phân tông Dendrobiinae, tông Dendrobieae, phân họ Epidendroideae, họ Orchidaceae, bộ Asparagales tìm thấy ở vùng núi Bi Đúp, thuộc tỉnh Lâm Đồng và Khánh Hòa, Việt Nam.[73]
9. Schoenorchis hangianae: loài Schoenorchis, phân tông Aeridinae, tông Vandeae, phân họ Epidendroideae, họ Orchidaceae, bộ Asparagales tìm thấy ở vùng núi Bi Đúp, thuộc tỉnh Lâm Đồng và Khánh Hòa, Việt Nam năm 2012-2014, công bố trên tạp chí Phytotaxa số 213 phần 2, trang 113–121 ngày 15/6/2015.[73]
10. Pararrhynchium concavum: loài Pararrhynchium, phân họ Eumeninae, họ Vespidae, bộ Hymenoptera, lớp Insecta được tìm thấy ở tỉnh Cao Bằng, Việt Nam[74]
11. Pararrhynchium striatum: loài Pararrhynchium, phân họ Eumeninae, họ Vespidae, bộ Hymenoptera, lớp Insecta được tìm thấy ở tỉnh Hòa Bình, tỉnh Hà Tĩnh và Thái Nguyên, Việt Nam, công bố trên tạp chí Zootaxa số 3974 tập 2, trang 170–176 ngày 22/6/2015.[74]
12. Eumenes gibbosus: loài Eumenes thuộc phân họ Eumeninae, họ Vespidae, bộ Hymenoptera, lớp Insecta được phát hiện ở Việt Nam và công bố trên tạp chí Zootaxa số 3974 phần 4, trang 564–572 ngày 24/6/2015[75]
13. Hoya tamdaoensis: loài Cẩm cù Hoya, tông Marsdenieae, phân họ Asclepiadoideae, họ Apocynaceae, bộ Gentianales được tìm thấy ở vườn quốc gia Tam Đảo, tỉnh Vĩnh Phúc, Việt Nam tháng 11 năm 2011, công nhận loài mới và công bố trên tạp chí Phytotaxa số 217, tập 3, trang 288–292 ngày 26/6/2015.[76]
14. Jaydia erythrophthalma: loài cá Jaydia, phân họ Apogoninae, họ Apogonidae, liên họ Percoidea, phân bộ Percoidei, bộ Perciformes, lớp Actinopterygii được tìm thấy ở Luzon, Philippines, công bố trên tạp chí Zootaxa 3980 (2): 286–292 ngày 29/6/2015.[77]

## Tháng 7 năm 2015

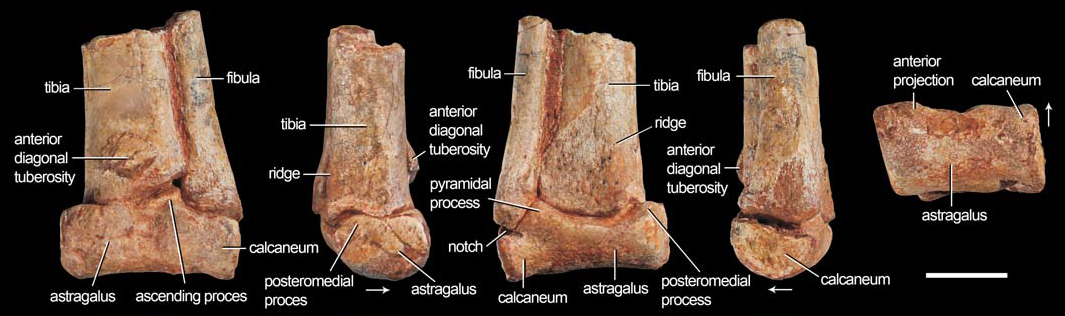
Hóa thạch Khủng long chân thú Lepidus praecisio

1. Billolivia tichii: loài thực vật thuộc chi phát hiện năm 2014 Billolivia, họ Gesneriaceae, bộ Lamiales phát hiện tại Vườn quốc gia Bidoup Núi Bà, tỉnh Lâm Đồng, Việt Nam năm 2014, công bố trên tạp chí Phytotaxa số 219 phần 2, trang 190–194 ngày 8/7/2015.[78][79][80]
2. Cyrtodactylus otai: phát hiện ở Khu bảo tồn thiên nhiên Hang Kia-Pà Cò, tỉnh Hòa Bình.[81]
3. Cyrtodactylus bobrovi: loài Cyrtodactylus, họ Gekkonidae, bộ Squamata, lớp Reptilia phát hiện ở Khu bảo tồn thiên nhiên Ngọc Sơn-Ngổ Luông, tỉnh Hòa Bình, công bố trên tạp chí Zootaxa số 3985 phần 3, trang 375–390 ngày 13/7/2015.[81]
4. Zingiber atroporphyreus thuộc đoạn Dymczewiczia[82][83]
5. Zingiber cardiocheilum thuộc đoạn Dymczewiczia[82][83]
6. Zingiber castaneum thuộc đoạn Dymczewiczia[82][83]
7. Zingiber discolor thuộc đoạn Zingiber[82][83][84]
8. Zingiber lecongkietii thuộc đoạn Cryptanthium [82][83]
9. Zingiber mellis thuộc đoạn Dymczewiczia[82][83]
10. Zingiber microcheilum thuộc đoạn Zingiber[82][83]
11. Zingiber plicatum thuộc đoạn Dymczewiczia[82][83]
12. Zingiber yersinii thuộc đoạn Zingiber: loài gừng trong chi Zingiber, tông Zingibereae, phân họ Zingiberoideae, họ Zingiberaceae, bộ Zingiberales được tìm thấy ở Việt Nam và công bố trên tạp chí Phytotaxa số 219 phần 3, trang 201–220 ngày 15/7/2015[82][83][84]
13. Polyspora gioii: loài chè thuộc chi Polyspora, tông Theeae, họ Theaceae, bộ Ericales tìm thấy ở khu bảo tồn thiên nhiên Hòn Bà, tỉnh Khánh Hòa, Việt Nam, công bố trên tạp chí Phytotaxa số 219 phần 3, trang 296–300 ngày 15/7/2015.[85][86][87]
14. Aristolochia annamensis: một loài thực vật thuộc phân chi Siphisia của chi Aristolochia, phân họ Aristolochioideae, họ Aristolochiaceae, bộ Piperales được phát hiện ở Việt Nam, công bố trên tạp chí Phytotaxa số 220 phần 1, trang 069–076 ngày 16/7/2015.[88]
15. Isocossus zolotuhini: loài bướm đêm trong chi Isocossus, phân họ Cossinae, họ Cossidae được tìm thấy ở miền trung Việt Nam, công bố trên tạp chí Zootaxa số 3990, phần 1, trang 141–146 ngày 23/7/2015.[89]
16. Stereospermum binhchauensis: loài quao Stereospermum, họ Bignoniaceae, bộ Lamiales phát hiện ở Khu bảo tồn thiên nhiên Bình Châu-Phước Bửu, tỉnh Bà Rịa-Vũng Tàu, công bố trên tạp chí Acta phytotaxonomica et geobotanica, tập 66, số 2, trang 91-94, năm 2015.[90]
17. Oxytelus castaneus: loài côn trùng chi Oxytelus, tông Oxytelini, phân họ Oxytelinae, họ Staphylinidae, bộ Coleoptera được tìm thấy ở Việt Nam, công bố trên tạp chí Zootaxa số 3992 phần 1, trang 001–094 ngày 29/7/2015.[91]
18. Oxytelus finitimus: loài Oxytelus tìm thấy ở Lào[91]
19. Oxytelus grandiculus: loài Oxytelus tìm thấy ở Malaysia, Indonesia và Thái Lan[91]
20. Oxytelus insulanus: loài Oxytelus tìm thấy ở Malaysia và Indonesia[91]
21. Oxytelus lompobatangensis: loài Oxytelus tìm thấy ở Indonesia[91]
22. Oxytelus poecilopterus: loài Oxytelus tìm thấy ở Indonesia[91]
23. Oxytelus sublividus: loài Oxytelus tìm thấy ở Việt Nam và Lào[91]
24. Mallomonas cattiensis: loài thuộc chi (hoặc phân bộ) Mallomonas trong lớp hay nhánh Chrysophyceae, nhánh (bộ hoặc lớp) Synurales, ngành (hay phân thử ngành) Heterokonta, phân giới Chromobionta, nhánh (hoặc giới) Chromista, giới Chromalveolata, nhánh Corticata, nhánh Bikonta tìm thấy ở Tà Lài, vườn quốc gia Cát Tiên, tỉnh Đồng Nai, Đông Nam Bộ Việt Nam, công bố trên tạp chí Phytotaxa số 221 phần 2, trang 188–192 ngày 30/7/2015.[92]
25. Macrodorcas vidam: wikispecies loài Macrodorcas, tông Cladognathini, phân họ Lucaninae, họ Lucanidae, bộ Coleoptera, lớp Insecta được tìm thấy ở Hà Tĩnh và Quảng Ngãi, Việt Nam, công bố trên tạp chí Beetles World số 11 trang 2-6 ngày 31/7/2015.[93][94][95]

## Tháng 8 năm 2015

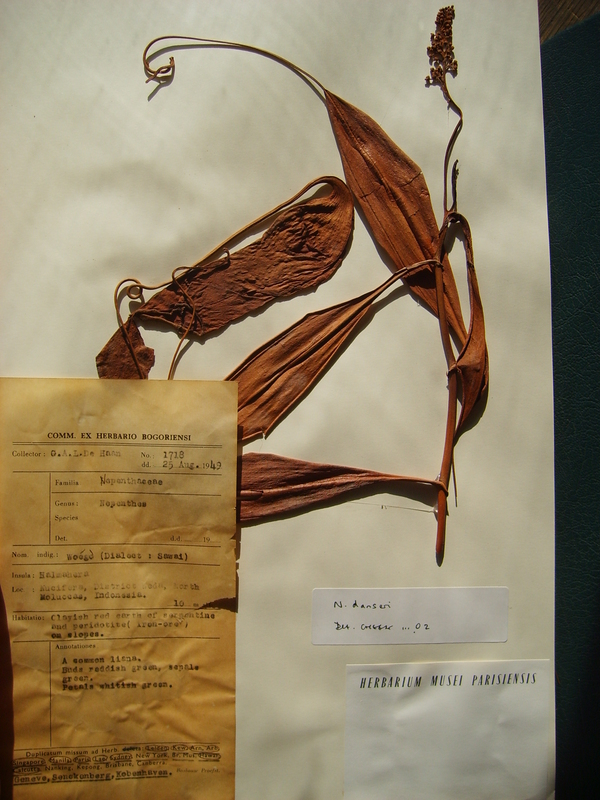
Loài thực vật ăn thịt Nepenthes halmahera, họ Nắp ấm ở Indonesia

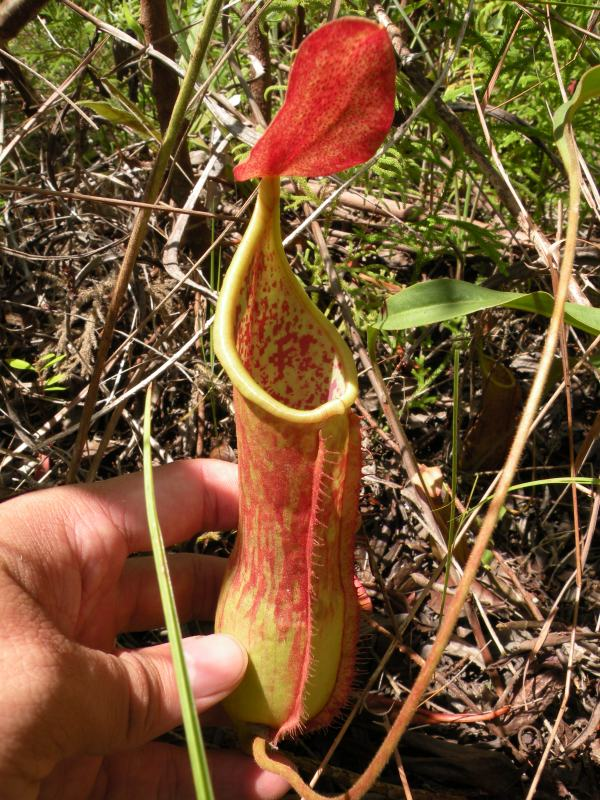
Nepenthes kongkandana

1. Aporcelaimoides brevistylum: loài giun tròn thuộc chi Aporcelaimoides, họ Aporcelaimidae, liên họ Dorylaimoidea, phân lớp Dorylaimia, lớp Enoplea, ngành Nematoda được tìm thấy ở vườn quốc gia Chư Yang Sin, tỉnh Đắk Lắk năm 2012 và Vườn quốc gia Bidoup Núi Bà, tỉnh Lâm Đồng, Việt Nam năm 2013, công bố trên tạp chí ZooKeys số 516, trang 1-26 ngày 6/8/2015.[96]
2. Aporcelaimoides minor: loài Aporcelaimoides tìm thấy ở Khu bảo tồn thiên nhiên Tây Yên Tử, tỉnh Bắc Giang tháng 7 năm 2008, vườn quốc gia Chư Yang Sin, tỉnh Đắk Lắk năm 2012, khu bảo tồn thiên nhiên Cao Bằng, tỉnh Cao Bằng năm 2013, công bố trên tạp chí Zootaxa số 3999 phần 1, trang: 032–040 ngày 7/8/2015.[96]
3. Aporcelaimoides silvaticum: loài Aporcelaimoides tìm thấy ở vườn quốc gia Cúc Phương năm 2009, công bố trên tạp chí Zootaxa số 3999 phần 1, trang: 032–040 ngày 7/8/2015.[96]
4. Nexosa tonkinensis: loài ngài trong chi Nexosa, tông Archipini, họ Tortricidae, bộ Lepidoptera, lớp Insecta tìm thấy ở Việt Nam, công bố trên tạp chí Zootaxa số 3999 phần 1, trang: 032–040 ngày 7/8/2015.[97]
5. Nexosa hexaphala tamdaoana: phân loài của Nexosa hexaphala trong chi Nexosa.[97]
6. Compsocommosis & Compsocommosis vietnamensis: một chi và loài mới đặc hữu của Việt Nam cũng thuộc tông Archipini được công bố trên tạp chí Zootaxa số 3999 phần 1, trang 144–150 ngày 7/8/2015.[98]
7. Petrotrichis rotundata: loài côn trùng mới của chi mới Petrotrichis thuộc tông Acrotrichini, phân họ Acrotrichinae, họ Ptiliidae, liên họ Staphylinoidea, Staphyliniformia, phân bộ Polyphaga, bộ Coleoptera phát hiện ở Bolivia, công bố trên tạp chí Zootaxa số 3999 phần 2, trang 190–210 ngày 10/8/2015.[99]
8. Microtrichis pectana: loài mới của chi mới Microtrichis thuộc tông Acrotrichini.[99]
9. Acrotrichis armillata: loài côn trùng mới của chi Acrotrichis, tông Acrotrichini.[99]
10. Acrotrichis cincinna [99]
11. Acrotrichis cornuta [99]
12. Acrotrichis corpulenta [99]
13. Acrotrichis inlecebrosa [99]
14. Acrotrichis linea [99]
15. Acrotrichis nashi [99]
16. Acrotrichis segmenta [99]
17. Odorrana fengkaiensis: loài Odorrana, họ Ranidae, bộ Anura, lớp Amphibia phát hiện tại Trung Quốc, công bố trên tạp chí Zootaxa số 3999 phần 2, trang 235–254 ngày 10/8/2015.[100]
18. Begonia abbreviata: loài thu hải đường Begonia, họ Begoniaceae, bộ Cucurbitales được các nhà khoa học tại Academia Sinica (Nam Cảng, Đài Bắc, Đài Loan), Hội Bảo vệ thực vật Việt Nam tìm thấy ở xã Triệu Nguyên, huyện Đakrông, tỉnh Quảng Trị, Việt Nam và công bố trên tạp chí Phytotaxa số 222 phần 2, trang 083–099 ngày 14/8/2015.[101]
19. Begonia calciphila: tìm thấy ở vườn quốc gia Cúc Phương, huyện Nho Quan, tỉnh Ninh Bình[101]
20. Begonia sphenantheroides: tìm thấy ở Lũng Dầm, xã Du Già, huyện Yên Minh, tỉnh Hà Giang[101]
21. Begonia tamdaoensis: tìm thấy ở huyện Tam Đảo, tỉnh Vĩnh Phúc[101]
22. Tor dongnaiensis: loài cá chép thuộc chi Tor, họ Cyprinidae, liên họ Cyprinoidea, bộ Cypriniformes được tìm thấy ở vùng thượng Krông Nô và miền trung du Đồng Nai, Cao nguyên Lâm Viên, Việt Nam, công bố trên tạp chí Zootaxa 4006 (3): 551–568 ngày 25/8/2015.[102]
23. Angraecum jeannineanum: loài hoa lan thuộc chi Angraecum, phân tông Angraecinae, tông Vandeae, phân họ Epidendroideae, họ Orchidaceae, bộ Asparagales đặc hữu của Mauritius, công bố trên tạp chí Phytotaxa số 222 phần 3, trang 211–220 ngày 19/8/2015.[103]
24. Tor mekongensis.[102]
25. Sinopesa ninhbinhensis: Loài nhện Sinopesa, họ Nemesiidae, bộ Araneae, lớp Arachnida, ngành Arthropoda tìm thấy ở Vườn Quốc gia Cúc Phương, tỉnh Ninh Bình, Việt Nam, công bố trên tạp chí ZooKeys số 519 trang 1-32 ngày 26/8/2015.[104]
26. Acanthophis cryptamydros: loài rắn Acanthophis, họ Elapidae, bộ Squamata, lớp Reptilia phát hiện tại Tây Bắc Úc, công bố trên tạp chí Zootaxa số 4007 phần 3, trang 301–326 ngày 28/8/2015.[105][106]
27. Lasianthus yaharae (Xú hương Yahara): loài thực vật thuộc chi Lasianthus, tông Lasiantheae, phân họ Rubioideae, họ Rubiaceae, bộ Gentianales được tìm thấy ở Khu bảo tồn thiên nhiên Hòn Bà, tỉnh Khánh Hòa, Việt Nam, được công bố trên tạp chí Annales Botanici Fennici tập 52, phần 3-4, trang 352-354 ngày 31/8/2015.[107][108]

## Tháng 9 năm 2015

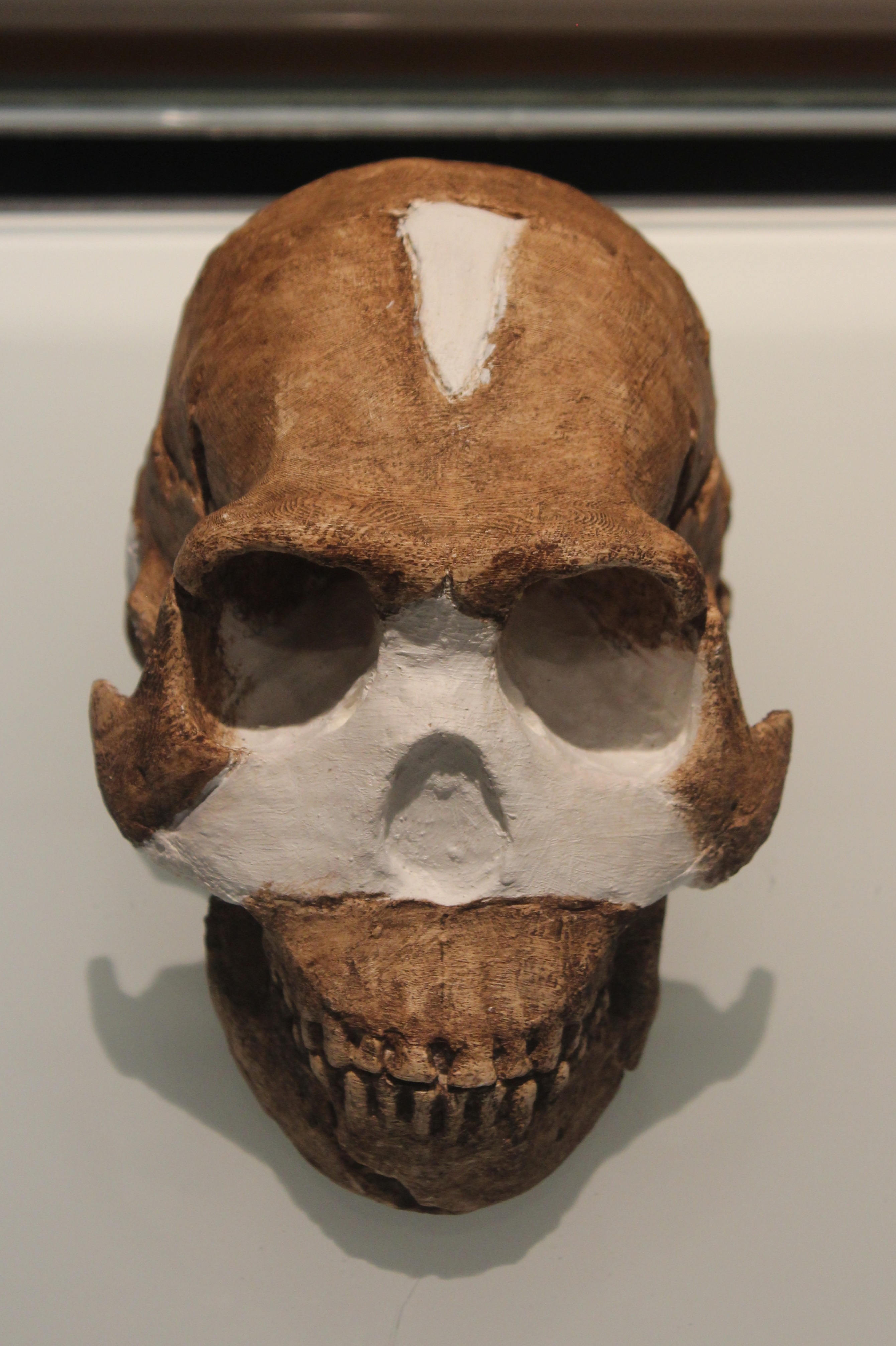
Phục dựng sọ Homo naledi

1. Billolivia kyi: loài Billolivia, họ Gesneriaceae, bộ Lamiales, phát hiện tại xã Sơn Thái, huyện Khánh Vĩnh, tỉnh Khánh Hòa. Tên loài được đặt theo Lê Văn Ký, nguyên giảng viên Trường Đại học Nông Lâm TP.HCM; công bố trên tạp chí Annales Botanici Fennici tháng 9/2015 trang 362-364 ngày 4/9/2015.[109]
2. Nothybus kuznetsovorum: loài ruồi trong chi Nothybus, họ Nothybidae, liên họ Diopsoidea (Nothyboidea), phân nhánh Acalyptrata, phân thứ bộ Muscomorpha, phân bộ Brachycera, bộ Diptera, lớp Insecta tìm thấy ở Việt Nam, công bố trên tạp chí Zootaxa số 4012 phần 3, trang 581–592 ngày 4/9/2015.[110]
3. Calymmodon concinnus: loài dương xỉ thuộc chi Calymmodon, họ Polypodiaceae, bộ Polypodiales, lớp Polypodiopsida, ngành Pteridophyta được tìm thấy ở Việt Nam, công bố trên tạp chí Phytotaxa số 226 phần 1, trang 039–050 ngày 9/9/2015.[111]
4. Oreogrammitis parvula: loài dương xỉ thuộc chi Oreogrammitis, họ Polypodiaceae, bộ Polypodiales, lớp Polypodiopsida, ngành Pteridophyta được tìm thấy ở Việt Nam, công bố trên tạp chí Phytotaxa số 226 phần 1, trang 039–050 ngày 9/9/2015.[111]
5. Xiphopterella parva: loài dương xỉ thuộc chi Xiphopterella, họ Polypodiaceae, bộ Polypodiales, lớp Polypodiopsida, ngành Pteridophyta được tìm thấy ở Việt Nam, công bố trên tạp chí Phytotaxa số 226 phần 1, trang 039–050 ngày 9/9/2015.[111]
6. Homo naledi: hóa thạch loài Jome, họ Hominidae, bộ Linh trưởng, lớp Mammalia tìm thấy ở Cái nôi của nhân loại, tỉnh Gauteng, Cộng hòa Nam Phi, công bố trên tạp chí eLife ngày 10/9/2015.[112]
7. Lecane dorysimilis: loài luân trùng thuộc chi Lecane, họ Lecanidae, bộ Ploima, liên bộ Pseudotrocha, phân lớp Monogononta, lớp Eurotatoria, ngành Rotifera được tìm thấy ở hồ Bau Thiem, thành phố Huế, Việt Nam và công bố trên tạp chí Zootaxa số 4018 phần 2, trang 249–265 ngày 15/9/2015.[113]
8. Lecane phapi:[113]
9. Trichocerca bauthiemensis[113]
10. Connelicita backyensis: loài côn trùng thuộc chi mới Connelicita, tông Elicini, phân họ Elicinae, họ Tropiduchidae, liên họ Fulgoroidea, phân thứ bộ Fulgoromorpha, phân bộ Auchenorrhyncha, bộ Hemiptera tìm thấy ở vùng bắc Việt Nam và Quảng Tây (Trung Quốc), công bố trên tạp chí Zootaxa 4018 (4): 563–572 ngày 17/9/2015.[114]
11. Connelicita haiphongensis[114]
12. Cleisostoma lecongkietii: loài lan thuộc nhánh Pterogyne, chi Cleisostoma, phân tông Aeridinae, tông Vandeae, phân họ Epidendroideae, họ Orchidaceae, bộ Asparagales tìm thấy ở Phan Thiết, Bình Thuận, Việt Nam, công bố trên tạp chí Taiwania 60(3):107‒116, 2015 ngày 18/9/2015.[115]
13. Cleisostoma phitamii: tìm thấy ở Sơn Trung, Khánh Sơn, Khánh Hòa, Việt Nam[115]
14. Cleisostoma tricornutum: tìm thấy ở khu bảo tồn thiên nhiên Xuân Liên, xã Xuân Cẩm, huyện Thường Xuân, tỉnh Thanh Hóa, Việt Nam[115]
15. Markhamia stipulata var. canaense: thứ canaense của loài Markhamia stipulata, chi Markhamia, tông Tecomeae, họ Bignoniaceae, bộ Lamiales tìm thấy ở xã Cà Ná, huyện Thuận Nam, tỉnh Ninh Thuận, Việt Nam, công bố trên tạp chí Taiwania 60(3): 129‒132, 2015 ngày 18/9/2015.[116][117]
16. Oricymba voronkinae: loài Tảo silic chi Oricymba, họ Cymbellaceae, bộ Cymbellales, lớp Bacillariophyceae, ngành Heterokonta, phân giới Chromobionta, giới Chromista, vực Eukaryota tìm thấy ở Lào, công bố trên tạp chí Phytotaxa 227 (2): 120–134 ngày 23/9/2015.[118]
17. Metacyclops amicitiae: loài Metacyclops, phân họ Cyclopinae, họ Cyclopidae, bộ Cyclopoida, liên bộ Podoplea, phân thử lớp Neocopepoda, phân lớp Copepoda, lớp Maxillopoda, ngành Arthropoda phát hiện thấy trên dãy núi Tam Đảo, Việt Nam, công bố trên tạp chí ZooKeys số 522, trang 141-152 ngày 23/9/2015.[119]
18. Ptomaphaminus granophilus: loài côn trùng chi Ptomaphaminus, tông Ptomaphagini, phân họ Cholevinae, họ Leiodidae, liên họ Staphylinoidea, bộ Coleoptera, lớp Insecta tìm thấy năm 2013 ở Khu bảo tồn thiên nhiên Hòn Bà, tỉnh Khánh Hòa, Việt Nam, công bố trên tạp chí Zootaxa số 4021 phần 1, trang 195–200 ngày 24/9/2015.[120]
19. Megophrys latidactyla: loài Ếch sừng châu Á Megophrys, họ Megophryidae, bộ Anura, lớp Amphibia được tìm thấy tại Vườn quốc gia Pù Mát, tỉnh Nghệ An, Việt Nam, công bố trên tạp chí Russian Journal of Herpetology 09/2015; 22(3):206-218, online 29/9/2015.[121][122]
20. Pseudofornicia nigrisoma: loài côn trùng thuộc chi Pseudofornicia, phân họ Microgastrinae, họ Braconidae, liên họ Ichneumonoidea, phân bộ Apocrita, bộ Hymenoptera phát hiện ở Hương Sơn, Hà Tĩnh, Việt Nam, công bố trên tạp chí ZooKeys số 524, trang 89-102 ngày 30/9/2015.[123]

## Tháng 10 năm 2015
1. Aristolochia faviogonzalezii: loài mộc hương thuộc phân chi Siphisia, chi Aristolochia, phân họ Aristolochioideae, họ Aristolochiaceae, bộ Piperales tìm thấy ở miền bắc Việt Nam, công bố trên tạp chí Systematic Botany, Volume 40, Number 3, ngày 1 tháng 10 năm 2015, trang 671-691.[124][125][126][127]
2. Aristolochia tonkinensis: loài mộc hương thuộc phân chi Siphisia, chi Aristolochia, phân họ Aristolochioideae, họ Aristolochiaceae, bộ Piperales tìm thấy ở miền bắc Việt Nam.[124]
3. Aristolochia tadungensis: loài mộc hương thuộc phân chi Siphisia, chi Aristolochia, phân họ Aristolochioideae, họ Aristolochiaceae, bộ Piperales tìm thấy ở miền nam Việt Nam.[124]
4. Zaglyptogastra vietnamica: loài côn trùng thuộc chi Zaglyptogastra, tông Euurobraconini, phân họ Braconinae, họ Braconidae, liên họ Ichneumonoidea, phân bộ Apocrita, bộ Hymenoptera, lớp Insecta được tìm thấy ở vùng tây bắc Việt Nam năm 2014, công bố trên tạp chí Zootaxa 4032 (3): 322–326 ngày 16/10/2015.[128]
5. Sinoennea copiaensis: loài Sinoennea, họ Diapheridae, liên họ Streptaxoidea, nhánh Sigmurethra, Orthurethra, Stylommatophora, phân bộ Eupulmonata, bộ Pulmonata, liên bộ Heterobranchia, phân lớp Orthogastropoda, lớp Gastropoda, ngành Mollusca tìm thấy ở huyện Thuận Châu, tỉnh Sơn La, Việt Nam, công bố trên tạp chí Raffles Bulletin of Zoology số 63, trang 490-493 ngày 23/10/2015.[129]

## Tháng 11 năm 2015
1. Leptolalax isos: loài cóc chi Leptolalax, họ Megophryidae, bộ Anura, lớp Amphibia được tìm thấy ở cao nguyên Kon Tum, miền trung Việt Nam và đông bắc Campuchia, công bố trên tạp chí Zootaxa 4039 (3): 401–417 ngày 5/11/2015.[130]
2. Dixonius taoi: thằn lằn lá tạo - thằn lằn chân ngón tạo, loài thuộc chi Dixonius, phân họ Gekkoninae, họ Gekkonidae, bộ Squamata, lớp Reptilia tìm thấy ở đảo Phú Quý, tỉnh Bình Thuận, Việt Nam, công bố trên tạp Zootaxa 4040 (1): 048–058 ngày 9/11/2015.[131] Tên loài D. taoi được đặt theo tên của nhà nghiên cứu Nguyễn Thiên Tạo.[132]
3. Gribodia nigra: loài Gribodia, phân họ Eumeninae, họ Vespidae, bộ Hymenoptera, lớp Insecta tìm thấy ở Việt Nam và Trung Quốc, công bố trên tạp chí Zootaxa 4040 (4): 458–464 ngày 12/11/2015.[133]
4. Thismia puberula: loài Thismia, tông Thismieae, họ Thismiaceae (Burmanniaceae), bộ Dioscoreales tìm thấy năm 2014 ở vườn quốc gia Chu Yang Sin, tỉnh Đắk Lắk, Việt Nam, công bố trên tạp chí Phytotaxa 234 (2): 133–142 ngày 13/11/2015.[134]
5. Leptochilus oblongus: loài thực vật Leptochilus, phân họ Microsoroideae, họ Polypodiaceae, bộ Polypodiales, lớp Polypodiopsida tìm thấy ở tỉnh Hòa Bình, Việt Nam, công bố trên tạp chí Phytotaxa 234 (1): 195–198 ngày 13/11/2015..[135]

## Tháng 12 năm 2015
1. Binhthuanomon vinhtan: chi và loài cua nước ngọt mới thuộc phân họ Potamiscinae, họ Potamidae, bộ Decapoda, lớp Malacostraca, ngành Arthropoda tìm thấy tại xã Vĩnh Tân, huyện Tuy Phong, tỉnh Bình Thuận, Duyên hải Nam Trung Bộ Việt Nam, công bố trên tạp chí Zootaxa 4052 (1): 117–126 ngày 1/12/2015.[136][137][138]
2. Aporosa tetragona: loài thuộc chi Aporosa, phân tông Scepinae, tông Antidesmeae, họ Phyllanthaceae, bộ Malpighiales tìm thấy ở Khu bảo tồn thiên nhiên Hòn Bà, tỉnh Khánh Hòa, công bố trên tạp chí PhytoKeys 57: 51-60 (02 Dec 2015).[139][140]
3. Dendrobium thinhii: loài hoa lan thuộc nhánh Breviflores trong chi Dendrobium, họ Orchidaceae, bộ Asparagales.[141]
4. Sarcoglyphis tichii: loài hoa lan thuộc chi Sarcoglyphis, họ Orchidaceae, bộ Asparagales.[141]
5. Taeniophyllum phitamii: loài hoa lan thuộc chi Taeniophyllum, họ Orchidaceae, bộ Asparagales.[141]
6. Trichoglottis canhii: loài hoa lan thuộc chi Trichoglottis, họ Orchidaceae, bộ Asparagales được tìm thấy ở dãy Trường Sơn (Đắk Lắk, Kon Tum và Lâm Đồng), Việt Nam, công bố trên tạp chí Phytotaxa 238 (2): 136–148 ngày 11/12/2015.[141]
7. Oligodon arenarius: loài rắn chi Oligodon, họ Colubridae, bộ Squamata, lớp Reptilia tìm thấy ở vùng ven biển Binh Chau–Phuoc Buu Nature Reserve, tỉnh Bà Rịa – Vũng Tàu, Việt Nam, công bố trên tạp chí Zootaxa 4058 (2): 211–226 ngày 16/12/2015.[142]
8. Pteris langsonensis: loài Dương xỉ chi Pteris, phân họ Pteridoideae, họ Pteridaceae, bộ Polypodiales, lớp Pteridopsida, ngành Pteridophyta được tìm thấy ở tỉnh Lạng Sơn, Việt Nam, công bố trên tạp chí Phytotaxa 238 (3): 283–287 ngày 16/12/2015.[143]
9. Phalaenopsis pingxiangensis: loài hoa lan hồ điệp thuộc chi Phalaenopsis, họ Orchidaceae, bộ Asparagales tìm thấy ở Quảng Tây, Trung Quốc, công bố trên tạp chí Phytotaxa 238 (3): 243–254 ngày 16/12/2015.[144]
10. Newmania sessilanthera: loài gừng thuộc chi Newmania, tông Zingibereae, phân họ Zingiberoideae, họ Zingiberaceae, bộ Zingiberales được tìm thấy ở huyện Sông Hinh, tỉnh Phú Yên, Việt Nam, công bố trên tạp chí The Gardens' Bulletin Singapore 67(2): 351–355. 2015 ngày 23/12/2015.[145]
11. Chlopsis sagmacollaris: loài cá chình trong chi Chlopsis, họ Chlopsidae, bộ Anguilliformes, lớp Actinopterygii tìm thấy ở Tây Úc.[146]
12. Chlopsis nanhaiensis: loài cá chình trong chi Chlopsis, họ Chlopsidae, bộ Anguilliformes, lớp Actinopterygii tìm thấy ở Đài Loan.[146]
13. Chlopsis orientalis: loài cá chình trong chi Chlopsis, họ Chlopsidae, bộ Anguilliformes, lớp Actinopterygii tìm thấy ở Việt Nam, công bố trên tạp chí Zootaxa 4060 (1): 019–029 ngày 24/12/2015.[146][147]
14. Saurenchelys gigas: loài cá chình mỏ vịt lớn thuộc chi Saurenchelys, họ Nettastomatidae, phân bộ Congroidei, bộ Anguilliformes, lớp Actinopterygii tìm thấy ở Nghi Lan, Đài Loan, Đài Loan và Đà Nẵng, Việt Nam, công bố trên tạp chí Zootaxa 4060 (1): 121–130 ngày 24/12/2015.[148]
15. Elaeagnus elongatus: loài thực vật chi Elaeagnus, họ Elaeagnaceae, bộ Rosales tìm thấy ở Campuchia, Lào, Myanmar, Thái Lan và Việt Nam, côing bố trên tạp chí Thai Forest Bulletin (Botany) số 43 (2015) ngày 25/12/2015.[149][150]
16. Dinoprionus cooperi: loài xén tóc thứ hai thuộc chi Dinoprionus, phân họ Prioninae, bộ Coleoptera, lớp Insecta tìm thấy ở Việt Nam, công bố trên tạp chí Les Cahiers Magellanes ra mắt tháng 12/2015.[151][152][153]